# 大陸の歌
組曲「大陸の歌」 (くみきょく　たいりくのうた) は、深井史郎作曲の管弦楽曲。

## 作曲の経緯
深井史郎は、新京音楽院の招きで1940年5月から約1ヶ月間満洲を視察旅行した。翌1941年にも満洲国新京市の招聘で満洲各地を視察。同市交響楽団のために、交響管弦楽のための『大陸の歌』を作曲した。初演は1941年2月22日新京音楽院管弦楽部の公演で、指揮は大塚淳であった。
その後、深井は1943年3月28日にこの曲を『組曲「大陸の歌」 (中國の歌)』と改作し、また1945年には吹奏楽用に編曲している。

## 編成
ピッコロ、フルート2、オーボエ2、コーラングレ、クラリネット2、ファゴット2、ホルン4、トランペット2、トロンボーン3、テューバ、ティンパニ、中国銅鑼小、中国銅鑼大、シンバル、大太鼓、木琴、グロッケンシュピール、タンバリン、ピアノ、弦楽5部

## 構成
4曲からなる。
第1曲 Prélue  très modéré：短い三部形式
第2曲 (標題なし)  modèrèment animé : 三部形式に短いコーダが付く
第3曲 Chant  modéré, rubato - très lent : 序奏とコーダを持つ拡大された三部形式
第4曲 Finale  très animé : ロンド形式に近い構成